# Адриан Минуне
Адриан Копилул Минуне (истинско име Адриан Симионеску, също така известен като Адриан Момчето чудо или Ади Де Вито) е известен румънски манеле певец от ромски произход.

## Биография и кариера
Роден е на 24 септември 1974 година. Появата му в медиите започва с излизането на хита Of! Viaţa mea... (Ох! Животе мой...) в дует с един от най-добрите си приятели Кости Йоница.
Адриан Копилул Минуне и Кости Йоница правят добри печалби от бързопродаващите се манеле албуми в цяла Румъния Fără Concurenţă и Autoconcurenţă. По-късно Кости Йонита напуска състава на групата му Валахия.
През 2006 Адриан Копилул Минуне е именуван „Императора на манелето“, а неговият партньор Николае Гуца – „Краля на манелето“.

## Хитови песни
1. Diskoteka Boom
2.Plang ca un copil 3. Aşa sunt zilele mele
4. Cristy
5. Eşti O Comoară
6. Cu Tine, Cu Tine
7. Două inimi

## Тривия
- Той обожава цветовете, живописта, музиката и обича да танцува.
- Има 2 дъщери-Адриана и Кармен, както и един син-Адриан младши.

## Филмография
Участва в:
1. Gadjo dilo (1997) като L'Enfant Prodige
2. Furia (2002) като себе си